# Fran Silvestre Arquitectos

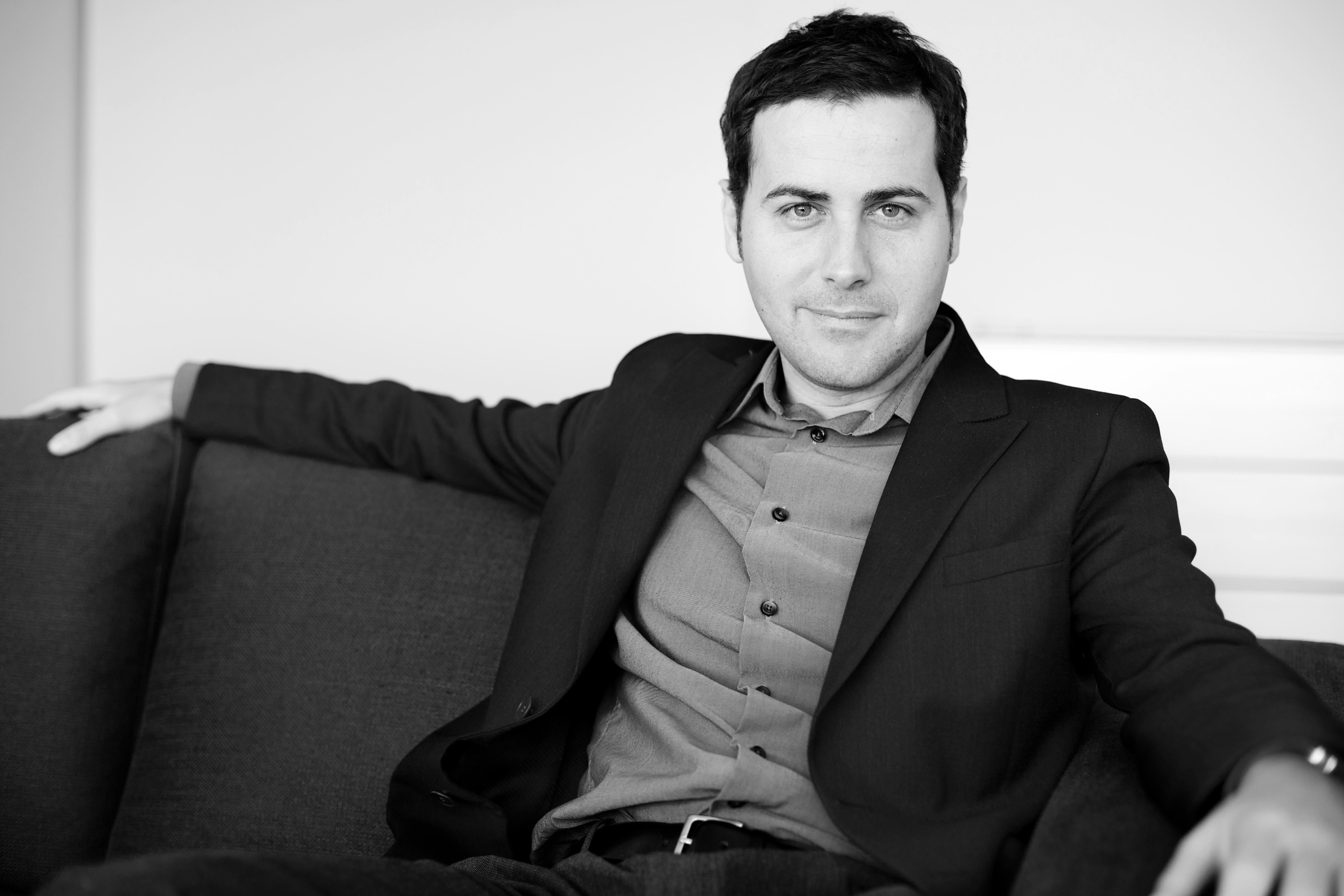
Fran Silvestre Arquitectos

Fran Silvestre Arquitectos est un atelier d'architectes espagnol basé à Valence fondé en 2006 par l'architecte Fran Silvestre.

## Fran Silvestre
Né le 5 juillet 1976 à Valence, Fran Silvestre a effectué ses études d'architecte à l’Université Polytechnique de Valence jusqu'en 2001.Il se spécialise alors dans l'urbanisme à la Technische Universiteit Eindhoven. En 2002, il entre dans l’atelier d’Alvaro Siza à Porto.
En 2005, il fonde son atelier à Valence. Il est également professeur permanent dans diverses universités depuis 2006, et il fut invité à l'université du Center for Architecture de New York, au Kansas State University, au Virginia Tech School of Architecture and Design de l'université de Knoxville et d’autres.
Le travail développé par l’atelier Fran Silvestre, est influencé par l’œuvre d’Alvaro Siza où sont importants la modulation, la sérialisation et la lumière. Cela donne des bâtiments de grande pureté, avec des matériaux innovants et technologiques.

## Principales réalisations
La plupart des projets réalisés sont à petite échelle, mais il y a aussi quelques à grande échelle :
- Atrium House (2009)[4]
- House in olive grove (2009)[5]
- House on the mountainside of a castle (2010)[6]
- Eolica Tower (2011)[7]
- House on the cliff (2012)[8]
- Aluminium House (2013)
- Balint House (2013)

## Expositions
Également, l’atelier a participé à diverses exhibitions dans différents pays :
- 2008 "New Architecture in Spain", MoMA, New York[9]
- 2012 "GA Gallery: Emerging Future", Tokyo[10]
- 2013 "GA Houses Project", Tokyo[11]
- 2013 Aimer, Aimer, Bâtir, Villa Noailles, France[12]

## Publications
Le travail de Fran Silvestre a été reconnu avec prix et distinctions parmi lesquels le prestigieux Red Dot Design Award décerné en 2013. Aussi a été publié en des plus populaires magazines d’architecture
- Architectural Record (UK)
- GA Houses (Japan)
- On-Site (Canada)
- Arquitectura Viva (Spain)